# 北九州青果
北九州青果（きたきゅうしゅうせいか）は、福岡県北九州市小倉北区に本社を置く、青果の卸売業を行う企業である。

## 概要
北九州都市圏において唯一農林水産大臣より許可を受けた青果物卸売業者である。北九州市中央卸売市場内に本社がある。年間取扱量は約22万トン。
なお、創業地は現在門司港レトロ地区の「海峡プラザ」が建っており、建物脇に北九州青果発祥の地を示す碑が設置されている。

## 事業所
- 本社 - 福岡県北九州市小倉北区西港町94-9
- 加工場 - 福岡県北九州市小倉北区西港町123-3
- 西部支店 - 福岡県中間市大字垣生字東七反田1500番地

### かつて所在した事業所
- 南部支店 - 福岡県行橋市大字辻垣224-1（2021年閉鎖）

## 沿革
- 1947年（昭和22年）9月27日 - 門司市西港町（現・門司区港町）において会社設立。
- 1948年（昭和23年）2月16日 - 事業開始。
- 1958年（昭和33年）4月24日 - 本店を小倉市浅野町（現・小倉北区浅野）に移転。小倉市中央卸売市場に入場。
- 1975年（昭和50年）7月14日 - 八幡・戸畑・若松・門司営業所を廃止し、現在地（北九州市中央卸売市場）に移転、営業を開始。
- 1988年（昭和63年）4月 - 遠賀営業所を西部支店に、行橋営業所を南部支店に格上げ。
- 2021年（令和3年） - 南部支店閉鎖。
- 2023年（令和 5年）3月31日 - 子会社の中津大同青果が廃業[1]。

## 関連会社
- 中津大同青果株式会社
- マルキタ流通株式会社
- 株式会社コスモ
- マルキタフーズ株式会社